# Hrîțivți, Zbaraj
Hrîțivți (în ucraineană Грицівці) este un sat în comuna Kretivți din raionul Zbaraj, regiunea Ternopil, Ucraina.

## Demografie
Componența lingvistică a localității Hrîțivți
     Ucraineană (100%)
Conform recensământului din 2001, toată populația localității Hrîțivți era vorbitoare de ucraineană (100%).